# Cnemidocarpa victoriae
Cnemidocarpa victoriae är en sjöpungsart som beskrevs av Monniot 1983. Cnemidocarpa victoriae ingår i släktet Cnemidocarpa och familjen Styelidae. Inga underarter finns listade i Catalogue of Life.